# BMW K 1300
La BMW K 1300 est un modèle de moto du constructeur BMW.
Remplaçant la K 1200, elle conserve la même architecture moteur avec un quatre cylindres en ligne horizontal.
Sur les versions R, S et GT, le moteur est modifié. La cylindrée est de 1 293 cm3, avec des cotes d'alésage et de course respectivement de 80 et 64,3 mm.

## R
Cette version est le roadster, elle n'a pas de carénage et a un poids inférieur aux deux autres modèles. La puissance est de 173 ch, le réservoir de 18 L et son poids à sec est de 240 kg. Elle abat le 0–100 km/h en 2,8 s.

## S
Version sportive plus puissante avec 175 ch, avec la vitesse de pointe la plus élevée (289 km/h).
Le code du projet pendant l'étude est K40.
En 2014 sort la version finale Motorsport avec décoration M, ESA, RDC, ODB et pack HP : jantes forgées, commandes reculées, shifter, pièces carbone, pot Akrapovič (en) et bulle fumée. Disponible en option le tableau de bord 2D — type MotoGP, comme sur la HP2 Sport.

## GT
Cette version est la routière, avec un couple plus important et 163 ch, un carénage protégeant le pilote et le passager, une position plus confortable avec un guidon plus large et reculé.

## Galerie

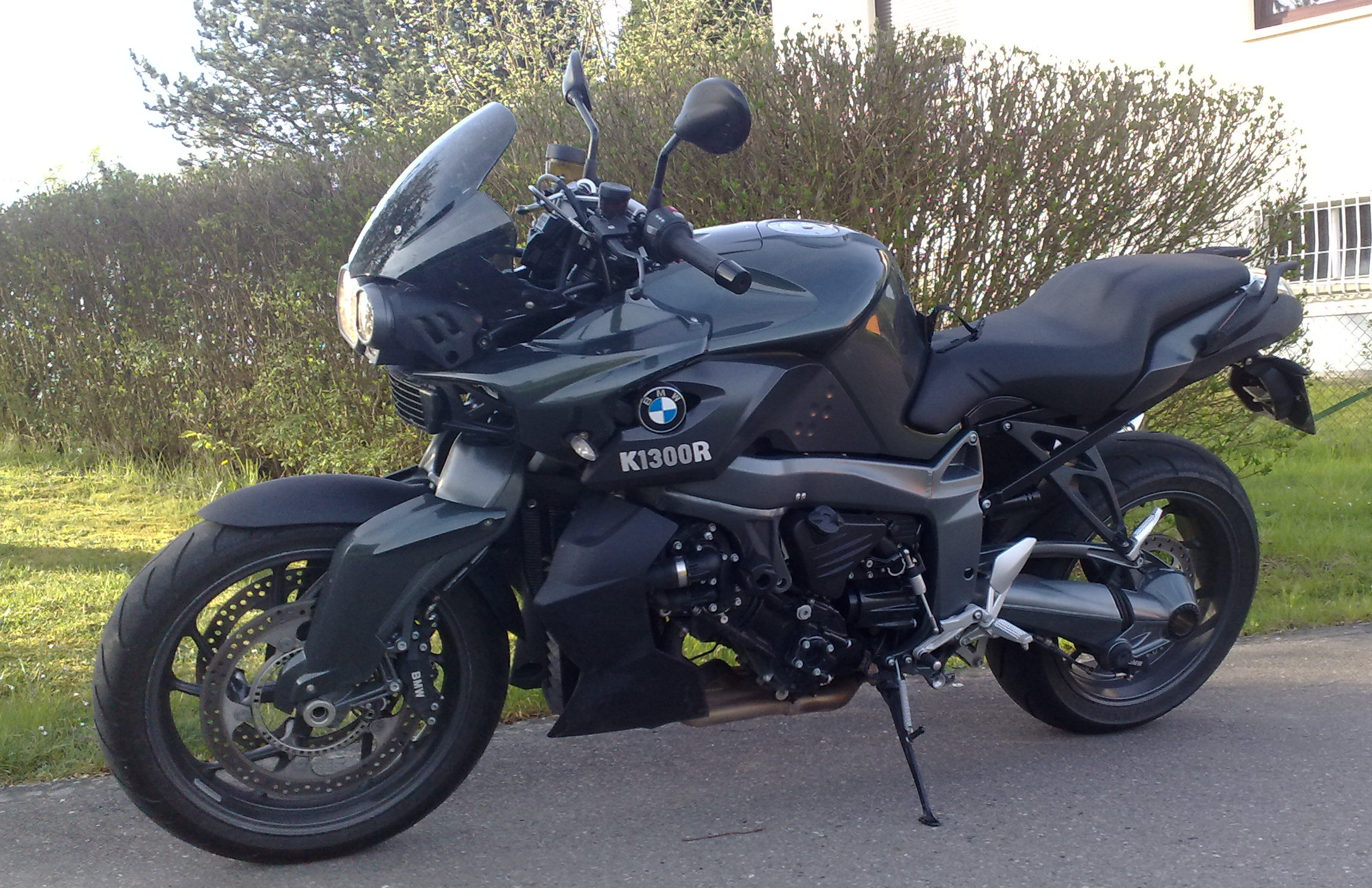
K 1300 R.
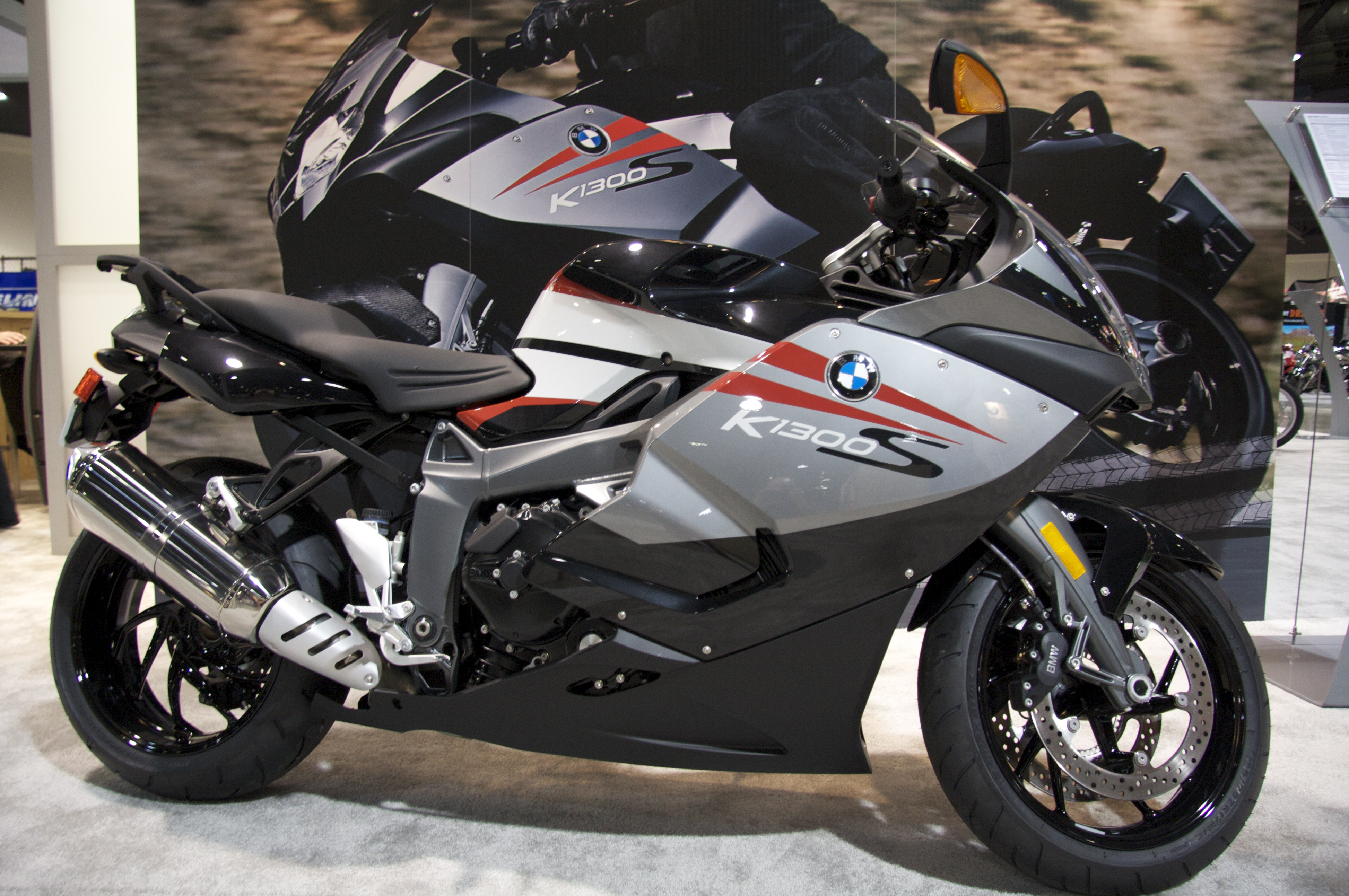
K 1300 S.
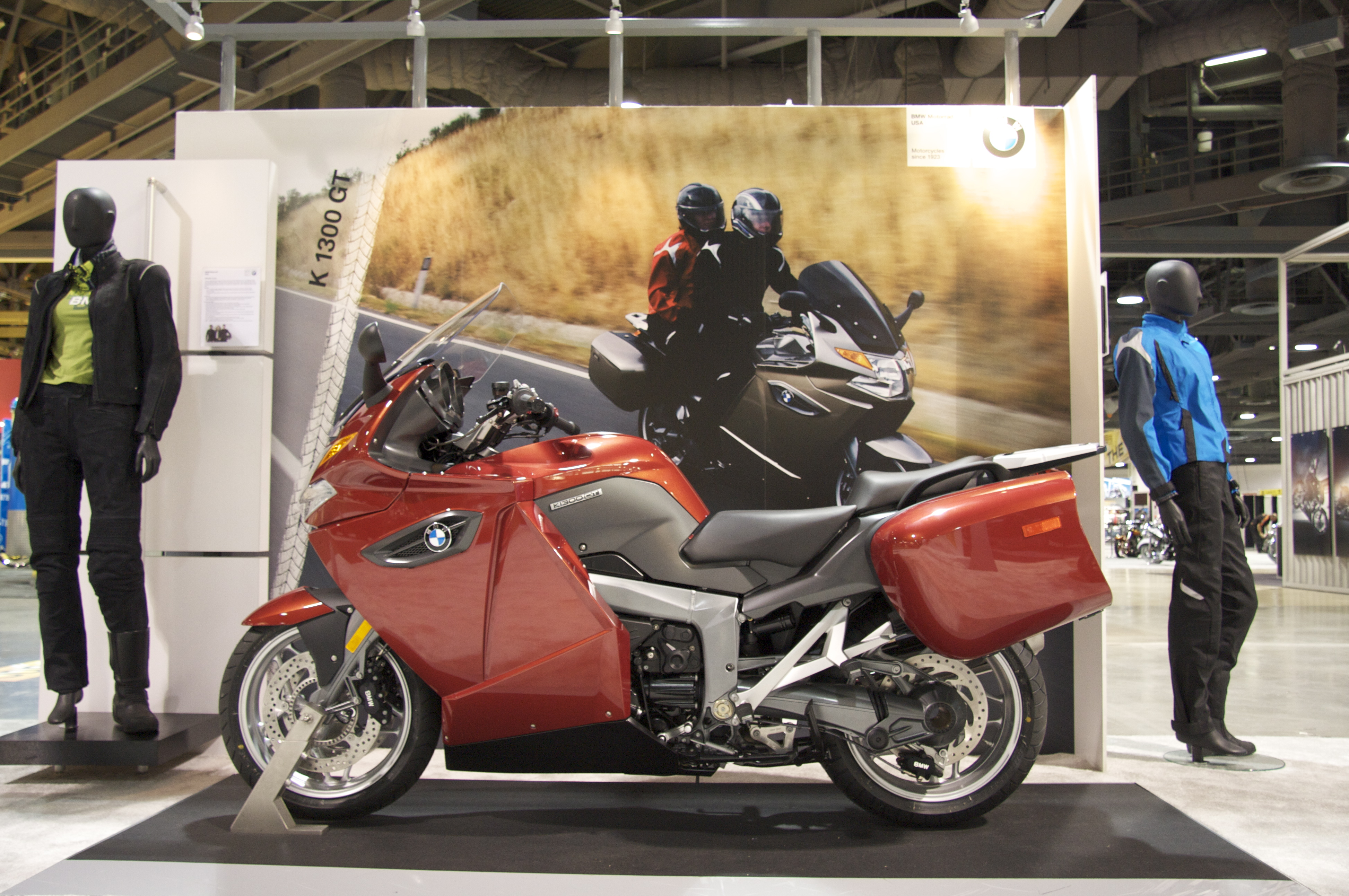
K 1300 GT.